# 3984 Chacos
3984 Chacos је астероид главног астероидног појаса са средњом удаљеношћу од Сунца која износи 2,435 астрономских јединица (АЈ).
Апсолутна магнитуда астероида је 13,9.